# Hirano Brecht
Hirano Brecht is een Belgische judoclub uit Sint-Lenaarts. De club werd opgericht in 1975 en groeide uit tot de grootste club uit de regio.

## Geschiedenis
In 1975 startte Francois Marien met enkele sportievelingen Judoclub Hirano Brecht. De naam Hirano refereert naar Tokio Hirano die in de jaren 50 het judo introduceerde in België.
Hirano Brecht was de eerste club van judoka Dirk Van Tichelt. Sinds 2011 is hij hoofdtrainer van de club.